# Marguthi, Gulbarga
Marguthi là một làng thuộc tehsil Gulbarga, huyện Gulbarga, bang Karnataka, Ấn Độ.